# Цвијан Милошевић
Цвијан Милошевић (Тузла, 27. октобар 1963) бивши је југословенски и српски фудбалер.

## Каријера
Рођен је 27. октобра 1963. године у Тузли. Пуних девет година био је стандардни првотимац тузланске Слободе од 1981. до 1990. Каријеру је наставио у белгијском Лијежу. У Белгији је наступао још и за Ројал Антверпен (1995-96), Жерминал Екерен (1996-99) и Вестерло (1999-2001).
По завршетку играчке каријере 2001. године, Цвијан Милошевић је почео да се бави менаџерским пословима. Његов син Дени је исто фудбалер и наступа за репрезентацију БиХ.

## Репрезентација
Одиграо је једну утакмицу за А репрезентацију Југославије. Наступио је 24. августа 1988. против Швајцарске (2:0) у Луцерну. Био је у саставу олимпијске репрезентације Југославије на играма у Сеулу 1988.